# Anifer Alterbach
Der Anifer Alterbach entspringt nächst der Mündung der Königseeache in die Salzach südlich von Schloss Anif. In historischer Zeit breitete sich östlich die Oberau aus. Östlich des Wasserschlosses Anif lag die Mitterau, wo der Bach in der Golser Au, auf der Höhe von Hellbrunn, in die Salzach mündet. Gegenüber seiner Mündung mündet von rechts der Klausbach in die Salzach ein.
Beim Bau vom Schloss Hellbrunn wurde der Anifer Alterbach in die Parkgestaltung einbezogen und hier Fischwasser St. Franziskus genannt. Der Bachabschnitt war Teil des naturnahen religiösen Parkes am Südende des Schlossparks und damit ein Gegenstück zu den kunstvollen Wasserflächen und Wasserspielen im Norden.
Der Eisvogel ist hier ganzjährig zu beobachten. Seit Jahrhunderten nistet hier auch der Graureiher, von dem ein Chronist etwa 1925 berichtet, und auch heute brüten wieder Graureiher hier.
Heute ist der Anifer Alterbach das vermutlich naturbelassenste Fließgewässer im Raum des Salzburger Beckens.